# Psychotria brackenridgei
Psychotria brackenridgei är en måreväxtart som beskrevs av Asa Gray. Psychotria brackenridgei ingår i släktet Psychotria och familjen måreväxter. Inga underarter finns listade i Catalogue of Life.